# Vlag van Rakhine

Vlag van Rakhine

De vlag van Rakhine heeft een tweekleurig wit en rood, met in het midden de Srivatsa, een historisch symbool van Arakan, op een blauwe schijf. De tweekleurige vlag is overgenomen door verschillende etnisch-Rakhijnse organisaties en politieke partijen, vaak met verschillende symbolen in het midden.

Vlag varianten
Vlag vaak gebruikt door Rakhine nationalistische organisaties, met name de Arakan Liberation Party/Arakan Liberation Army
Vlag van de Rakhine Nationalities Development Party